# ديانا ماكلين
ديانا ماكلين (بالإنجليزية: Diana McLean)‏ هي ممثلة أسترالية، ولدت في 1941.

## وصلات خارجية
- ديانا ماكلين على موقع IMDb (الإنجليزية)
- ديانا ماكلين على موقع قاعدة بيانات الفيلم (الإنجليزية)